# Perć

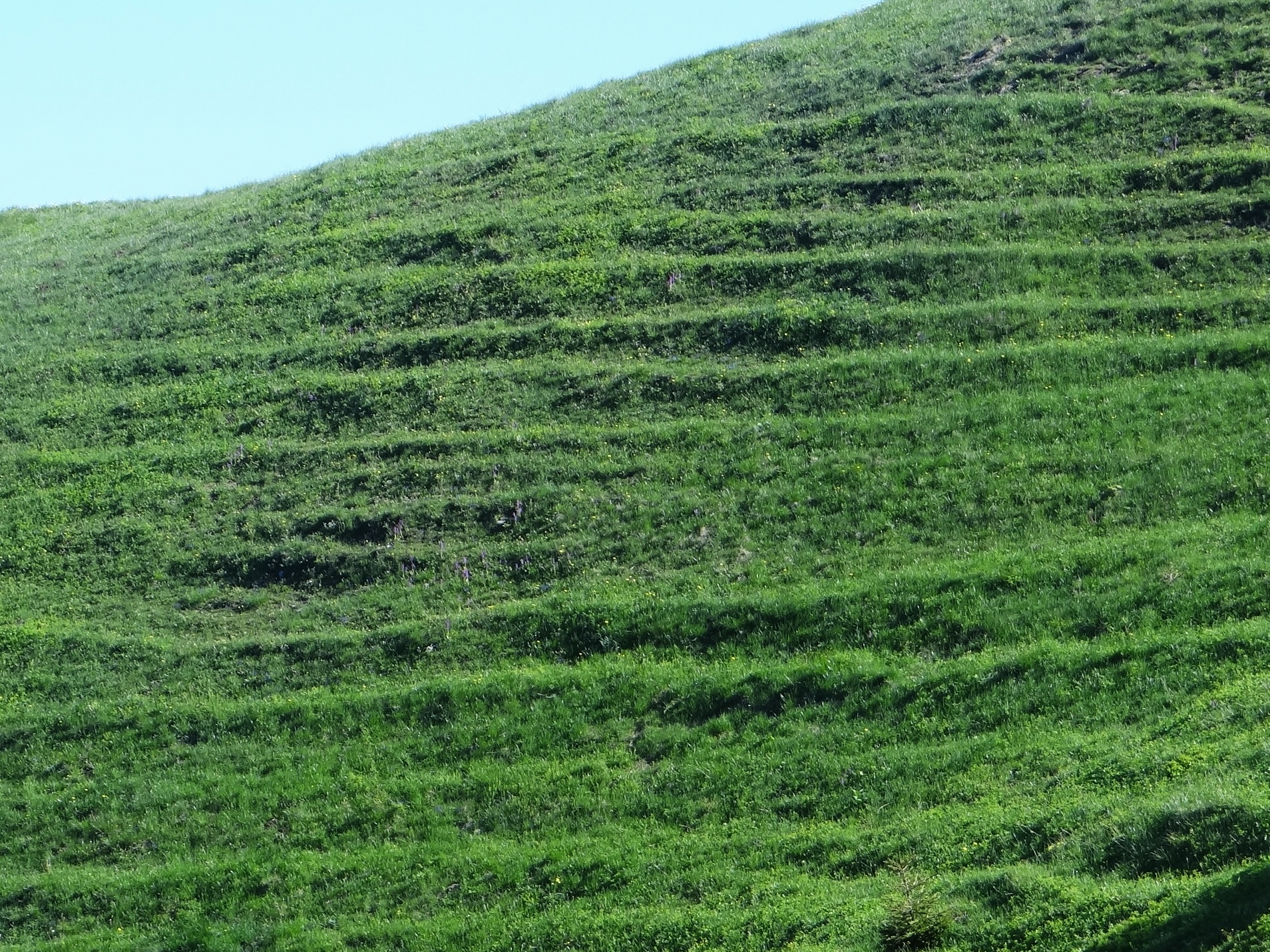
Dawne perci wydeptane przez owce na stoku Ploski w Wielkiej Fatrze

Perć – ścieżka w górach dla owiec i pasterzy, jak również jest to ścieżka wydeptana przez kozice. Percie są wykorzystywane przez turystów.
Percią nazwane są także znane szlaki w polskich górach: np. Orla Perć w Tatrach, Sokola Perć w Pieninach, Perć Akademików na Babiej Górze albo Jastrzębia Perć w Głuszycy a także Perć Borkowskiego na Luboniu Wielkim w Beskidzie Wyspowym.